# Episodi di Gossip Girl (quarta stagione)
La quarta stagione della serie televisiva Gossip Girl, composta da 22 episodi, è stata trasmessa sul canale statunitense The CW dal 13 settembre 2010 al 16 maggio 2011.
In Italia la quarta stagione è stata trasmessa in prima visione assoluta dal 21 febbraio al 18 luglio 2011 su Mya di Premium Gallery, mentre in chiaro su Italia 1 dall'11 giugno all'11 luglio 2012.
| Nº | Titolo originale                 | Titolo italiano                 | Prima TV USA      | Prima TV Italia  |
| -- | -------------------------------- | ------------------------------- | ----------------- | ---------------- |
| 1  | Belles de Jour                   | Belle di giorno                 | 13 settembre 2010 | 21 febbraio 2011 |
| 2  | Double Identity                  | Doppia identità                 | 20 settembre 2010 | 28 febbraio 2011 |
| 3  | The Undergraduates               | La resa dei conti               | 27 settembre 2010 | 7 marzo 2011     |
| 4  | Touch of Eva                     | Il tocco di Eva                 | 4 ottobre 2010    | 14 marzo 2011    |
| 5  | Goodbye, Columbia                | Goodbye, Columbia               | 11 ottobre 2010   | 21 marzo 2011    |
| 6  | Easy J                           | La tregua                       | 25 ottobre 2010   | 28 marzo 2011    |
| 7  | War at the Roses                 | La guerra dei Roses             | 1º novembre 2010  | 4 aprile 2011    |
| 8  | Juliet Doesn't Live Here Anymore | Juliet non abita più qui        | 8 novembre 2010   | 11 aprile 2011   |
| 9  | The Witches of Bushwick          | Le streghe di Bushwick          | 15 novembre 2010  | 18 aprile 2011   |
| 10 | Gaslit                           | Angoscia                        | 29 novembre 2010  | 25 aprile 2011   |
| 11 | The Townie                       | Fuori città                     | 6 dicembre 2010   | 2 maggio 2011    |
| 12 | The Kids Are Not All Right       | I ragazzi stanno bene           | 24 gennaio 2011   | 9 maggio 2011    |
| 13 | Damien Darko                     | Damien Darko                    | 31 gennaio 2011   | 16 maggio 2011   |
| 14 | Panic Roommate                   | Il nascondiglio segreto         | 7 febbraio 2011   | 23 maggio 2011   |
| 15 | It-Girl Happened One Night       | La serata di una "It-Girl"      | 14 febbraio 2011  | 30 maggio 2011   |
| 16 | While You Weren't Sleeping       | Un amore tutto suo              | 21 febbraio 2011  | 6 giugno 2011    |
| 17 | Empire of the Son                | L'impero del figlio             | 28 febbraio 2011  | 13 giugno 2011   |
| 18 | The Kids Stay in the Picture     | I reali di oggi                 | 18 aprile 2011    | 20 giugno 2011   |
| 19 | Petty in Pink                    | Meschinità in rosa              | 25 aprile 2011    | 27 giugno 2011   |
| 20 | The Princesses and the Frog      | La principessa e il ranocchio   | 2 maggio 2011     | 4 luglio 2011    |
| 21 | Shattered Bass                   | Il vero colpevole               | 9 maggio 2011     | 11 luglio 2011   |
| 22 | The Wrong Goodbye                | ...e vissero felici e contenti? | 16 maggio 2011    | 18 luglio 2011   |

## Belle di giorno
- Titolo originale: Belles de Jour
- Diretto da: Mark Piznarski
- Scritto da: Joshua Safran e Stephanie Savage

### Trama
Serena e Blair passano l'estate insieme a Parigi, ma, mentre la prima esce con molti ragazzi diversi, la seconda non riesce a dimenticare Chuck. Quando Blair incontra Louis davanti al suo quadro preferito di Manet al Museo d'Orsay, si convince, da alcune parole che il ragazzo scambia con un uomo, che si tratti di un membro della famiglia reale di Monaco, i Grimaldi, ma all'appuntamento a quattro organizzato da Louis per quella sera scopre che quello che credeva essere il suo principe azzurro è in realtà l'autista dei Grimaldi, mentre il reale è Jean Michel, l'accompagnatore di Serena. La cena viene rovinata dalla notizia che anche Serena frequenterà la Columbia con Blair: temendo che possano nascere nuovamente delle rivalità tra di loro, le due ragazze litigano e Blair spinge l'amica in una fontana. Quando Serena se ne va con Jean Michel, Blair scopre che è Louis il membro della famiglia Grimaldi: il ragazzo voleva metterla alla prova per vedere se era davvero interessata a lui, ma lei non ha superato la prova.
Intanto, Dan si occupa, insieme a Georgina, trasferitasi a casa sua, del piccolo Milo. Quando Lily e Rufus tornano a New York dopo essere stati da CeCe, la ragazza si presenta da loro con il bambino: anche se Georgina fornisce loro un test di paternità che indica Dan come padre di Milo, Rufus non è convinto che sia la verità. Quella notte, Lily riceve una telefonata, dalla quale apprende che è stato trovato un cadavere con addosso i documenti di Chuck; quest'ultimo, in realtà, è ancora vivo: dopo essere stato salvato da una ragazza, che l'ha curato dallo sparo, si reca con lei a Parigi, facendosi passare per Henry Prince.
Nel frattempo, Nate, dopo aver passato l'estate con le ragazze del libretto nero di Chuck, incontra Juliet Sharp; dopo aver ottenuto la firma del certificato di nascita da parte di Dan, Georgina parte per la spa.
- Guest star: Katie Cassidy (Juliet Sharp), Clémence Poésy (Eva Coupeau), Michelle Trachtenberg (Georgina Sparks), Margaret Colin (Eleanor Waldorf-Rose), Hugo Becker (Louis Grimaldi), Taylor Gildersleeve (Tiffani), Lou Doillon (se stessa).
- Significato del titolo: il titolo dell'episodio fa riferimento al film del 1967 Belle de Jour, arrivato in Italia come Bella di giorno.
- Ascolti USA: telespettatori 1.830.000 – share 2%[4]

## Doppia identità
- Titolo originale: Double Identity
- Diretto da: Mark Piznarski
- Scritto da: Sara Goodman e Joshua Safran

### Trama
Serena si reca alla polizia parigina per identificare il cadavere dell'uomo trovato con i documenti di Chuck e scopre con sollievo che non si tratta del fratellastro. Intanto, dopo aver incontrato Blair per le strade di Parigi, Chuck decide di partire per l'India con Eva, mentre Serena riesce a rintracciarlo grazie alla segnalazione di Blair. Quest'ultima, nel frattempo, è uscita nuovamente con Louis, che la invita a un ricevimento molto importante per quella sera: la ragazza, però, all'ultimo momento non va perché Serena la convince a raggiungere Chuck e persuaderlo dal suo intento di partire. Il ragazzo decide così di tornare a New York insieme a Eva.
Intanto, con uno stratagemma ideato da Juliet, Nate fa finire Dan e Vanessa l'uno nelle braccia dell'altra in modo da avere campo libero al ritorno di Serena. Quando i due scoprono quello che ha fatto Nate, capiscono di amarsi ancora e tornano insieme, decidendo di occuparsi insieme di Milo durante l'assenza di Georgina. Al ritorno di Serena nell'Upper East Side, la ragazza, pronta a fare la sua scelta tra i due spasimanti, scopre che Dan si è riavvicinato a Vanessa, mentre Nate sta con Juliet. Blair, rimasta a Parigi, saluta Louis per tornare a casa e lo invita a raggiungerla a Manhattan quando vorrà.
Mentre Lily trasforma la stanza di Jenny in una cameretta per Milo, Rufus scopre che il gruppo sanguigno del bambino è 0 negativo, mentre quello di Dan AB positivo, e che quindi Georgina ha mentito sulla paternità del piccolo.
- Guest star: Katie Cassidy (Juliet Sharp), Clémence Poésy (Eva Coupeau), Hugo Becker (Louis Grimaldi), Ronald Guttman (ispettore Chevalier).
- Significato del titolo: il titolo dell'episodio fa riferimento al film del 1944 Double Indemnity, arrivato in Italia come La fiamma del peccato.
- Ascolti USA: telespettatori 1.840.000 – share 2%[5]

## La resa dei conti
- Titolo originale: The Undergraduates
- Diretto da: Norman Buckley
- Scritto da: Amanda Lasher

### Trama
Comincia il nuovo anno scolastico, e Serena e Blair decidono di entrare all'esclusivo club Hamilton della Columbia, ma Juliet consegna la chiave che indica l'appartenenza soltanto a Blair, dicendo a Serena che lei non è in lista. Juliet si adopera anche per cercare di separare le due amiche, ma Serena e Blair non finiscono nel suo tranello, sabotando il suo piano. Una volta messa Juliet fuori gioco, anche Serena entra al club Hamilton come le spetta di diritto; inoltre, va a vivere insieme a Blair.
Intanto, Chuck decide di presentare Eva alla sua famiglia, ma Rufus ed Eric non sono entusiasti del suo ritorno, accusandolo ancora di quello che è successo con Jenny prima dell'estate. Alla fine, però, il ragazzo viene perdonato e, dopo aver raccontato tutto il suo passato a Eva, che decide di non lasciarlo solo nonostante quello che ha fatto negli anni precedenti, la presenta alla famiglia.
Nel frattempo, Rufus dice a Dan che Milo non è figlio suo: il ragazzo ci rimane molto male, soprattutto dopo aver scoperto che Georgina in realtà è a St Barts, ma decide comunque di prendersi cura del piccolo insieme a Vanessa, che si trasferisce al loft. Quella sera, però, Georgina torna a New York, raccontando a Dan che Milo è figlio di un uomo russo, Sergei, e che ha dovuto fingere che lui fosse il vero padre di Milo per fare in modo che la gelosissima moglie di Sergei rinunciasse a ucciderla. Dopo aver parlato con i suoi genitori, Georgina porta via Milo, decidendo di accudirlo con loro.
- Guest star: Michelle Trachtenberg (Georgina Sparks), Connor Paolo (Eric van der Woodsen), Zuzanna Szadkowski (Dorota Kishlovsky), Katie Cassidy (Juliet Sharp), Clémence Poésy (Eva Coupeau), Amanda Setton (Penelope Shafai), Melissa Fumero (Zoe), Alice Callahan (Jessica), Taylor Gildersleeve (Tiffani), David Call (Ben Sharp), Diane von Fürstenberg (se stessa), Hamish Bowles (se stesso).
- Significato del titolo: il titolo dell'episodio fa riferimento al film del 2008 The Graduates.
- Ascolti USA: telespettatori 1.784.000 – share 2%[6]

## Il tocco di Eva
- Titolo originale: Touch Of Eva
- Diretto da: Andrew McCarthy
- Scritto da: Leila Gerstein

### Trama
Grazie all'influsso di Eva, Chuck è molto cambiato ed è diventato un uomo generoso. Nonostante la promessa fatta a Serena, Blair decide di sabotare Eva per dimostrare che non è la santa che credono tutti e scopre, grazie a Serena e Dan, che a Praga la ragazza faceva la prostituta. Blair intima ai due amici di non dire nulla della cosa perché vuole essere lei a comunicare la notizia a Chuck quella sera al galà da lui organizzato all'hotel Empire, ma Dan si fa sfuggire il segreto con Nate, che lo riferisce a Chuck: pur colto di sorpresa, il ragazzo finge di saperlo già. Al galà, vedendo che la notizia non ha sconvolto minimamente Chuck e che lui ha anzi deciso di donare cinque milioni di dollari alla nuova Fondazione Eva Coupeau per aiutare le persone bisognose, Blair preleva il passaporto del ragazzo dalla busta con i suoi effetti personali recapitata dalla polizia e lo infila nella valigia di Eva, facendogli credere che la ragazza sapesse benissimo chi era quando l'ha salvato. Chuck intima a Eva di andarsene, ma parlando con Lily scopre la verità sulla provenienza del passaporto e cerca di fermare Eva, ma quest'ultima se ne va comunque perché lui è ancora legato alla sua ex. Chuck decide così di dichiarare guerra a Blair.
Intanto, mentre Nate indaga su Juliet per sapere cosa fa quando non è con lui, Dan si sente oppresso da Vanessa e cerca rifugio in Serena, ma alla fine torna dalla sua ragazza, aprendosi con lei e confidandole come si sente dopo la partenza di Milo. Serena, amando ancora sia Dan sia Nate, decide di trovare un ragazzo che abbia le qualità di entrambi.
- Guest star: Katie Cassidy (Juliet Sharp), Clémence Poésy (Eva Coupeau), Zuzanna Szadkowski (Dorota Kishlovsky), Christian Coulson (Ivan), Taylor Gildersleeve (Tiffani).
- Significato del titolo: il titolo dell'episodio fa riferimento al film del 1958 Touch of Evil, arrivato in Italia come L'infernale Quinlan.
- Ascolti USA: telespettatori 2.001.000 – share 2%[7]

## Goodbye, Columbia
- Titolo originale: Goodbye, Columbia
- Diretto da: Jeremiah Chechik
- Scritto da: Robby Hull

### Trama
Un pettegolezzo su Gossip Girl inviato da Juliet fa credere a tutti che Serena abbia una malattia venerea, scatenando preoccupazione soprattutto in Vanessa, che vuole sapere se prima dell'estate c'è stato davvero solo un bacio tra Dan e Serena, o qualcosa di più. La ragazza chiede l'aiuto di Juliet, della quale intanto è diventata amica, che le consiglia di sbirciare i messaggi mandati da Dan al cellulare di Serena; quella sera, durante una festa alla Hamilton House della Columbia, Vanessa riesce a mettere le mani sul cellulare della rivale, scoprendo così che il suo ragazzo le ha sempre detto la verità. Con la scusa di controllare se anche Nate ha mandato dei messaggi a Serena, Juliet invia una mail al professore di Letteratura della ragazza proponendogli incontri sessuali: Serena viene così espulsa dalla Columbia, ma Vanessa non si sente la coscienza a posto e invita Juliet a raccontare la verità; tuttavia quest'ultima, per non rischiare l'espulsione, infila il cellulare di Serena nella borsa di Vanessa, che viene quindi incolpata sia del pettegolezzo sulla malattia venerea, sia della mail spinta al professore. Mentre Serena viene riammessa a scuola, Vanessa e Dan si lasciano.
Nel frattempo, Chuck s'iscrive alla Columbia per rovinare la vita di Blair, riuscendo a ottenere il posto di assistente della professoressa Chamberlain tanto ambito dalla ragazza. Per ripicca, Blair organizza un appuntamento tra un uomo e la professoressa in cambio del posto d'assistente, ma l'incontro viene sabotato da Chuck, che dice a Blair di volerle togliere tutto quello che lei desidera e minaccia di raccontare a Gossip Girl quello che è successo tra lui e Jenny, fatto del quale Blair, per la vergogna, non ha mai parlato a nessuno.
- Guest star: Zuzanna Szadkowski (Dorota Kishlovsky), Katie Cassidy (Juliet Sharp), Sam Page (Colin Forrester), Melissa Fumero (Zoe), Alice Callahan (Jessica), Marilyne Barrett (Martha Chamberlain), David Call (Ben Sharp), Jayne Atkinson (Dean Reuther).
- Significato del titolo: il titolo dell'episodio fa riferimento al film del 1969 Goodbye, Columbus, arrivato in Italia come La ragazza di Tony.
- Ascolti USA: telespettatori 1.780.000 – share 2%[8]

## La tregua
- Titolo originale: Easy J
- Diretto da: Lee Shallat-Chemel
- Scritto da: Jake Coburn

### Trama
Jenny torna a New York per fare un colloquio con Tim Gunn: quando Blair la scopre, le concede di restare a Manhattan un giorno, ma la ragazza potrà uscire di casa soltanto per recarsi al colloquio e non dovrà più farsi rivedere per un anno. Intenzionata a mantenere l'accordo per non irritare ulteriormente Blair, Jenny viene però attirata fuori casa da Chuck, che le ruba il portfolio con gli schizzi da mostrare a Tim Gunn. Blair lo viene a sapere e rovina i vestiti che la ragazza deve presentare a Gunn, dipingendoci sopra con la vernice la parola "whore" (puttana) e intimandole poi di tornare subito a Hudson con il treno. Per permettere a Jenny di rimediare al danno causato da Blair, Chuck la invita, con tutta la famiglia, alla cerimonia di premiazione dell'Observer, alla quale parteciperà anche l'uomo. Parlando con Gunn, Jenny scopre che a organizzare il colloquio è stato Chuck e, non volendo essere usata come arma nella guerra tra lui e Blair, si vendica dicendo a Gossip Girl che Blair l'ha esiliata da Manhattan perché è andata a letto con Chuck. Mentre Jenny torna dalla madre, Chuck e Blair stipulano una tregua per non distruggersi a vicenda.
Nel frattempo, Serena va a letto con Colin, un uomo conosciuto da poco, scoprendo la mattina dopo che si tratta del nuovo professore di Psicologia del business. Volendo stare con lui, rinuncia al corso, ma poi, dopo alcune parole della madre, ci ripensa, e lei e Colin decidono di conoscersi meglio e cominciare una relazione al termine delle sette settimane di durata del corso. Colin, però, è in qualche modo legato a Juliet. Intanto Nate, andato in carcere a trovare il padre, v'incontra Juliet, che deve vedere il fratello Ben, ma la ragazza gli mente dicendo che è lì perché si occupa del programma di alfabetizzazione. Ben, saputo che la sorella vuole raccontare tutto a Nate perché lui è diverso dagli altri, fa aggredire il signor Archibald da alcuni detenuti come avvertimento per Juliet, che decide di lasciare Nate per non metterlo in pericolo.
- Guest star: Katie Cassidy (Juliet Sharp), Connor Paolo (Eric van der Woodsen), Amanda Setton (Penelope Shafai), David Call (Ben Sharp), Sam Page (Colin Forrester), Sam Robards (Howie "Il Capitano" Archibald), Aaron Schwartz (Vanya), Melissa Fumero (Zoe), Alice Callahan (Jessica), Tim Gunn (se stesso), Ivanka Trump (se stessa).
- Significato del titolo: il titolo dell'episodio si riferisce al film del 2010 Easy A, arrivato in Italia come Easy Girl.
- Ascolti USA: telespettatori 1.876.000 – share 2%[9]

## La guerra dei Roses
- Titolo originale: War at the Roses
- Diretto da: Joe Lazarov
- Scritto da: Jessica Queller

### Trama
È arrivato l'autunno e, mentre Blair organizza la festa per il suo ventesimo compleanno, Serena e Nate fanno stendere a lei e Chuck un trattato di pace davanti a un notaio. Il giorno della festa di Blair è anche l'anniversario di matrimonio di Lily e Rufus: volendo che Jenny sia presente senza dover temere ripercussioni, Eric e Dan organizzano un piano per far rompere la tregua a Blair e Chuck, ma falliscono. Dan riesce comunque a procurarsi un filmino imbarazzante di Blair che canta ubriaca e lo mostra durante la festa. Inizialmente la festeggiata accusa Chuck, ma poi scoprono il vero colpevole; nonostante questo, alla fine della festa i due decidono di strappare l'accordo e si lasciano trasportare dalla passione andando a letto insieme.
Intanto, Serena e Colin cominciano a conoscersi meglio, senza andare oltre il rapporto professore-studente. Visto che alla festa di Blair parteciperà anche il corpo insegnante, Juliet, saputo che Serena teme di restare da sola con Colin, si offre di accompagnarla per tenerla distratta, ma alla fine Serena accetta l'aiuto di Nate. Juliet partecipa comunque alla festa con Colin, e quando Nate li vede insieme le chiede spiegazioni, credendo che lei l'abbia lasciato per Colin: scopre così che Juliet e il professore di Serena sono cugini. Saputo che suo cugino è il nuovo ragazzo di Serena, Juliet vorrebbe tirarsi indietro per non rovinare anche lui, ma, spinta da Ben, mette una telecamera nell'appartamento di Colin, che filma lui e Serena che si baciano.
- Guest star: Robyn (se stessa), Katie Cassidy (Juliet Sharp), Connor Paolo (Eric van der Woodsen), Amanda Setton (Penelope Shafai), Sam Page (Colin Forrester), Margaret Colin (Eleanor Waldorf), David Call (Ben Sharp), Alice Callahan (Jessica), Rachel Zoe (se stessa), Zuzanna Szadkowski (Dorota).
- Significato del titolo: il titolo dell'episodio fa riferimento al film del 1989 The War of the Roses, arrivato in Italia come La guerra dei Roses.
- Ascolti USA: telespettatori 1.816.000 – share 2%[10]

## Juliet non abita più qui
- Titolo originale: Juliet Doesn't Live Here Anymore
- Diretto da: Patrick Norris
- Scritto da: Jeanne Leitenberg

### Trama
Blair e Chuck hanno rapporti sessuali più volte al giorno. Per disintossicarsi, Chuck crede che il modo migliore sia fare più sesso possibile fino a farselo venire a noia, mentre Blair decide di stare lontana dal ragazzo. La sua strategia, però, non ha successo. Intanto, Colin propone a Serena di passare un weekend insieme, ma, dopo aver parlato con Dan, Serena lo lascia perché non è disposto a rinunciare al suo lavoro per stare con lei e chiede a Dan di accompagnarla al New York City Ballet.
Mentre Juliet recupera la memory card con le foto che ritraggono Serena e Colin mentre si baciano, Nate va a casa della ragazza per restituirle le sue cose, ma scopre che Juliet non ha mai abitato nell'appartamento nel quale l'aveva portato. Dubbioso, chiede aiuto a Vanessa per indagare su Juliet: la ragazza rintraccia il vero indirizzo di Juliet, scoprendo che è povera, e trova anche le foto di Serena e Colin, convincendosi così che Serena avesse davvero offerto prestazioni sessuali al professore di letteratura. Juliet, però, non vuole più mostrare le foto al rettore perché Nate le ha dato una seconda possibilità; tuttavia, Vanessa ruba la memory card per essere lei a rovinare Serena. Al New York City Ballet, Colin dice a Serena di aver rinunciato alla cattedra alla Columbia e tornano insieme; intanto, Juliet cerca di fermare Vanessa, ma quando viene a sapere che Nate l'ha tenuta occupata mentre Vanessa entrava nel suo appartamento, le due ragazze uniscono le forze. La memory card viene però distrutta da Blair, che dice al rettore di essere lei quella immortalata nelle foto. Non essendoci più prove, l'accusa contro Serena cade e Colin decide di non pagare più l'affitto e l'università alla cugina. Dopo aver bandito Juliet, Serena e Colin si lasciano da amici, e la ragazza decide di tornare con Dan. Nate, però, al cospetto del ragazzo, le chiede di avere una seconda possibilità. Juliet, decisa a non lasciar correre, chiede l'aiuto di Vanessa e Jenny per vendicarsi.
- Guest star: Jayne Atkinson (Rettore Dean Reuther), Katie Cassidy (Juliet Sharp), Sam Page (Colin Forrester), Zuzanna Szadkowski (Dorota).
- Significato del titolo: il titolo dell'episodio fa riferimento al film del 1974 Alice Doesn't Live Here Anymore, arrivato in Italia come Alice non abita più qui.
- Ascolti USA: telespettatori 1.782.000 – share 2%[11]

## Le streghe di Bushwick
- Titolo originale: The Witches of Bushwick
- Diretto da: Ron Fortunato
- Scritto da: Sara Goodman

### Trama
Mentre il rettore Reuther chiede a Serena di ritirarsi dalla Columbia a causa del recente scandalo con Colin, Anne Archibald propone a Blair di diventare il nuovo volto della sua fondazione femminile, ma non deve avere rapporti con Chuck: anche quest'ultimo, per il bene dei suoi affari, dovrebbe troncare con Blair e ripristinare la sua immagine di edonista odiato da tutti. I due decidono, così, di tenere nascosta la loro relazione, ma Chuck, mentre fanno l'amore, dice a Blair che l'ama: la ragazza finge, però, di non aver sentito.
Intanto, Jenny, Juliet e Vanessa ordiscono il loro piano per isolare Serena da Lily, Nate, Dan e Blair: prima Jenny fa intendere a Lily che Juliet sappia altri scandalosi segreti di Serena, portando la donna a pagare per evitare che le voci trapelino, poi ruba la sim del cellulare di Serena per tenere sotto controllo i suoi messaggi. Quando Nate e Dan decidono d'invitare Serena a uscire per sapere finalmente chi ha scelto, Jenny accetta entrambi gli inviti, lasciando i due ragazzi ad aspettare. Stanchi del comportamento di Serena, Dan e Nate le danno un ultimatum: dovrà scegliere uno di loro entro mezzanotte. Alla festa in maschera organizzata da Chuck, dal tema "Santi e peccatori", Jenny e Juliet si vestono come Serena, e Juliet bacia sia Dan sia Nate: quando la cosa esce fuori tramite Gossip Girl, i due ragazzi dicono addio a Serena definitivamente. Sempre alla festa, Chuck e Blair si dichiarano i sentimenti reciproci, decidendo di restare insieme; Jenny, però, fa cadere il sipario dietro il quale i due stavano parlando, rivelando la loro relazione. Ormai scoperti, Chuck e Blair si baciano davanti a tutti, ma, mentre Anne Archibald non vuole più avere a che fare con Blair, per Chuck questa relazione ha un effetto positivo sugli affari; tuttavia, non volendo vivere all'ombra del suo ragazzo, Blair lo lascia, litigando poi con Serena per aver esposto lei e Chuck e perché ha saputo che anche lei voleva essere il volto della fondazione della signora Archibald. Isolata da tutti, Serena viene drogata da Juliet, che la porta via dalla festa e manda un messaggio al rettore, nel quale Serena si ritira dall'università.
- Guest star: Jayne Atkinson (Rettore Dean Reuther), Katie Cassidy (Juliet Sharp), Luke Kleintank (Elliot Leichter), Connor Paolo (Eric van der Woodsen), Deanna Russo (K.C. Cunningham), Francie Swift (Anne Archibald), Zuzanna Szadkowski (Dorota).
- Significato del titolo: il titolo dell'episodio fa riferimento al film del 1987 The Witches of Eastwick, arrivato in Italia come Le streghe di Eastwick.
- Ascolti USA: telespettatori 1.694.000 – share 2%[12]

## Angoscia
- Titolo originale: Gaslit
- Diretto da: Tate Donovan
- Scritto da: Robert Hull e Joshua Safran

### Trama
Serena si risveglia drogata nella stanza di un motel nel Queens e, dopo aver chiamato il 911, viene portata in ospedale per un'overdose di ansiolitici e antidepressivi. La dottoressa consiglia a Lily di ricoverare la figlia al centro Ostroff per disintossicarsi, nonostante la ragazza dica di non ricordarsi nulla e di non essersi drogata. Intanto, sia Jenny sia Vanessa vogliono raccontare quello che hanno fatto alla festa in maschera, ma Juliet dice a Vanessa che lei, a differenza di Jenny, perderebbe tutto, compreso Dan: non volendo che ciò accada, Vanessa accusa soltanto Jenny e poi torna dai genitori. Nel frattempo, il ragazzo, l'unico a credere a Serena, la porta via dall'Ostroff, ma, mentre si preparano per lasciare la città, vengono raggiunti al loft da Blair e Lily. In quel momento, Gossip Girl pubblica una foto di Serena con la maschera e il vestito della festa mentre sniffa cocaina, e la ragazza accetta di tornare all'Ostroff: qui, confessa a Dan di aver scelto lui e si baciano. Jenny, recatasi a casa di Juliet, scopre che se n'è andata e trova la maschera uguale a quella di Serena: racconta quindi a Blair quello che hanno fatto alla festa e che la ragazza che si droga nella foto non è Serena, ma Juliet. Per vendicarsi, Blair chiede l'aiuto di Dan, anche lui disposto a fare qualunque cosa per Serena.
Nel frattempo, Nate scopre che la madre vuole chiedere il divorzio dal marito, che in prigione è profondamente cambiato. Volendo convincerla a rinunciare, il ragazzo la persuade a far visita al padre. Proprio quando Anne rinuncia alla separazione, Nate scopre che al padre manca poco per ottenere la libertà sulla parola.
- Guest star: David Call (Ben Donovan), Katie Cassidy (Juliet Sharp), Connor Paolo (Eric van der Woodsen), Sam Robards (Howie "Il Capitano" Archibald), Francie Swift (Anne Archibald), Zuzanna Szadkowski (Dorota), Stacey Yen (Dr. Keller), Dan Ziskie (Mr. Stahl).
- Significato del titolo: il titolo dell'episodio fa riferimento al film del 1944 Gaslight, arrivato in Italia come Angoscia.
- Ascolti USA: telespettatori 1.960.000 – share 2%[13]

## Fuori città
- Titolo originale: The Townie
- Diretto da: Joe Lazarov
- Scritto da: Amanda Lasher e Stephanie Savage

### Trama
Dan e Blair, decisi a scoprire dove è andata Juliet, si fanno aiutare da Gossip Girl, che fornisce loro un indirizzo di Cornwall, nel Connecticut, dove trovano Damien Daalgard, ex di Jenny e noto spacciatore che ha venduto a Juliet la droga. Il ragazzo, andato in collegio con Serena, li accompagna a casa di Juliet, dove scoprono che la ragazza ha un fratellastro, Ben Donovan, che faceva il professore al collegio e che per tutti aveva una relazione con Serena. Nel frattempo, Juliet, avendo visto Blair e Dan, torna a New York e va a trovare Serena all'Ostroff, svelandole la sua identità e accusandola di aver fatto finire Ben in prigione firmando un documento nel quale diceva che lui l'aveva stuprata. Serena, non sapendone nulla, deduce che sia stata Lily ad accusare Ben di un fatto non commesso e si confronta con la madre: si scopre così che Lily l'aveva fatto perché non voleva che il futuro della figlia alla Constance fosse compromesso. Serena le spiega, però, che tra lei e Ben non era mai successo niente; anzi, lui l'aveva rifiutata. Dopo essere stata riammessa alla Columbia, la ragazza decide d'impegnarsi per scagionare Ben e va a trovarlo in prigione; Chuck, scoperto che Lily vuole vendere le industrie Bass, parte per la Nuova Zelanda per chiedere aiuto a suo zio Jack.
Intanto, Nate contatta l'amministratore degli Archibald e scopre che il padre ha chiesto di affittare una casa fuori città una volta tornato libero. L'uomo gli spiega che quella era la casa dei sogni della moglie e che voleva passare un po' di tempo da solo con lei; quando Nate lo dice alla madre, però, la donna gli confessa di aver deciso di continuare le pratiche per il divorzio. Non volendo che il padre finisca in un centro di riabilitazione una volta uscito, Nate gli offre di stare con lui e Chuck all'hotel Empire.
- Guest star: David Call (Ben Donovan), Katie Cassidy (Juliet Sharp), Connor Paolo (Eric van der Woodsen), Sam Robards (Howie "Il Capitano" Archibald), Francie Swift (Anne Archibald), Kevin Zegers (Damien Daalgard), Marsha Dietlein Bennett (Cynthia Sharp), Richard Joseph Paul (Avvocato di Ben), Thomas Schall (Pete Holmberg), Amanda Mason Warren (Impiegata dell'Ostroff).
- Significato del titolo: il titolo dell'episodio fa riferimento al film del 2010 The Town, arrivato in Italia con lo stesso titolo.
- Ascolti USA: telespettatori 2.055.000 – share 2%[14]

## I ragazzi stanno bene
- Titolo originale: The Kids Are Not Alright
- Diretto da: Allan Kroeker
- Scritto da: KJ Steinberg

### Trama
È arrivato il nuovo anno e Serena torna dal suo viaggio alla ricerca del giudice Stevens con nulla di fatto. Anche Chuck torna dalla Nuova Zelanda senza aver incontrato lo zio Jack, ma deve incontrare un vecchio socio del padre, Russell Thorpe, che spera lo possa aiutare a impedire la vendita delle industrie Bass. Scoperto che la trattativa si concluderà nel giro di ventiquattro ore, il ragazzo chiede aiuto a Serena per ricattare Lily e ottenere entrambi quello che vogliono: l'annullamento della vendita e la scarcerazione di Ben. In una cassaforte della Dorset Bank trovano una copia dell'accusa di stupro, ma poco dopo Chuck, parlando con Lily, scopre che la donna sta vendendo a causa della crisi e che c'è un privato che è pronto a comprare le industrie senza cambiarne il nome: Lily gli fa intendere che si tratti proprio di Russell Thorpe, appena tornato in città da Chicago, e il ragazzo decide di fermarsi. Alla festa data da Thorpe, però, Chuck viene a sapere che Lily gli ha mentito e che Thorpe prova molto risentimento nei confronti dei Bass. Mentre Serena scopre che Ben è stato rilasciato sulla parola grazie a Lily, Thorpe propone al signor Archibald di lavorare per lui e decide di comprare le industrie Bass dopo la rinuncia del precedente compratore.
Intanto, Blair vorrebbe fare il tirocinio da Indra Nooyi, ma sua madre le chiede di lavorare con lei. La ragazza all'inizio rifiuta, ma ha un ripensamento quando scopre che la madre vestirà Indra per un importante evento. Il piano di Blair d'incontrare Indra fallisce quando Eleanor scopre quello che ha in mente. Anche Dan deve fare un colloquio per la Writers House, ma non si presenta in tempo.
- Guest star: Michael Boatman (Russell Thorpe), David Call (Ben Donovan), Margaret Colin (Eleanor Waldorf), Connor Paolo (Eric van der Woodsen), Sam Robards (Howie "Il Capitano" Archibald), Amanda Setton (Penelope Shafai), Tika Sumpter (Raina Thorpe), Zuzanna Szadkowski (Dorota).
- Significato del titolo: il titolo dell'episodio fa riferimento al film del 1979 The Kids Are Alright, arrivato in Italia come Uragano Who. Il titolo italiano fa invece riferimento al film del 2010 The Kids Are All Right, arrivato in Italia come I ragazzi stanno bene.
- Ascolti USA: telespettatori 1.582.000 – share 2%[15]

## Damien Darko
- Titolo originale: Damien Darko
- Diretto da: Jeremiah Chechik
- Scritto da: Leila Gerstein

### Trama
Dopo la scarcerazione di Ben, Serena cerca di riavvicinarsi all'uomo, scoprendo che Lily gli ha offerto dei soldi per lasciare in pace la sua famiglia e andarsene, ma lui li ha rifiutati. Nel frattempo, Lily scopre da Jonathan che Elliot ha lasciato Eric durante le vacanze natalizie e che Eric non l'ha detto a nessuno, facendosi ospitare a dormire da Damien, tornato da poco in città. Sapendo che è stato Damien a vendere a Juliet la droga che l'ha quasi uccisa, Serena è preoccupata per il fratello, soprattutto quando scopre che Eric ha assunto della droga dopo essere stato lasciato da Elliot. Ben riesce a convincere il ragazzo a smettere e stare lontano da Damien, intimando poi a quest'ultimo di troncare i contatti con i van der Woodsen. Per ringraziarlo dei buoni consigli dati a Eric, Rufus offre a Ben una sistemazione al loft, visto che c'è una camera libera.
Nel frattempo, Chuck inizia una relazione con Raina, alla quale chiede, su richiesta di Nate, di licenziare il signor Archibald perché, vivendo insieme, c'è un conflitto d'interessi. Quando Howard scopre che il figlio non si fida di lui, lascia l'Empire. Intanto, Blair comincia lo stage alla rivista di moda W, dove trova anche Dan. I due si sabotano a vicenda, finché non rovinano una festa organizzata dalla rivista e vengono licenziati. Dan, però, fa in modo che Blair venga riassunta addossandosi tutta la colpa.
- Guest star: Michael Boatman (Russell Thorpe), David Call (Ben Donovan), Matt Doyle (Jonathan Whitney), Caitlin Fitzgerald (Epperly Lawrence), Jay Mcinerney (Jeremiah Harris), Connor Paolo (Eric van der Woodsen), Sam Robards (Howie "Il Capitano" Archibald), Tika Sumpter (Raina Thorpe), Kevin Zegers (Damien Daalgard).
- Significato del titolo: il titolo dell'episodio fa riferimento al film del 2001 Donnie Darko, arrivato in Italia con lo stesso titolo.
- Ascolti USA: telespettatori 1.505.000 – share 2%[16]

## Il nascondiglio segreto
- Titolo originale: Panic Roommate
- Diretto da: Jeremiah Chechik
- Scritto da: Leila Gerstein

### Trama
Ben va a vivere al loft con Dan, che però non è molto contento di trovarsi in casa un uomo che è stato accusato di stupro. Intanto, Damien racconta a Eric che Ben l'ha picchiato ed Eric chiede a Dan di aiutarli a smascherare la vera natura dell'uomo. A una festa organizzata dal magazine W, Damien provoca Ben per scatenare una rissa, ma il piano non funziona e si fa dare un pugno da Eric, accusando poi Ben del fatto davanti all'ufficiale della libertà sulla parola. L'uomo viene quindi arrestato e passa una notte in carcere, ma Eric, abbandonato da Damien subito dopo l'accaduto, decide di confessare tutto e il mattino dopo Ben viene rilasciato e torna al loft. Qui, Dan gli chiede scusa, e Ben e Serena, l'unica ad aver sempre creduto nella sua innocenza, si baciano. Per vendicarsi di Damien, Dan e Nate vanno a raccontare al padre del ragazzo che il figlio fa lo spacciatore.
Intanto, si avvicina il colloquio nel quale Epperly riferirà al capo i progressi di Blair come stagista a W e la ragazza, vedendo la donna molto agitata e tesa per la Settimana della moda, decide di trovarle un uomo per farla scaricare e chiede l'aiuto di Chuck. Quest'ultimo, impegnato nel far innamorare Raina di sé per spingerla a chiedere al padre di non acquistare le industrie Bass, rifiuta e Blair ripiega su Nate. Durante la festa di W, Epperly incontra un suo ex e decide di partire con lui, promuovendo Blair e assumendola in prova per sostituirla mentre sarà via. Nel frattempo, Chuck, seguendo i consigli datigli da Blair, si apre con Raina e la invita alla festa per farle saltare la riunione di quella sera, durante la quale verrà presentata l'offerta per l'acquisto delle industrie Bass, per la cui approvazione serve l'unanimità. Saputo dal padre che la mossa di Chuck era studiata, Raina si allontana da lui, ma Blair la convince a dargli una seconda possibilità.
- Ascolti USA: telespettatori 1.622.000 – share 2%[17]
- Significato del titolo: il titolo dell'episodio fa riferimento al film del 2002 Panic Room e al film del 2011 The Roommate, arrivati in Italia rispettivamente con lo stesso titolo e come The Roommate - Il terrore ti dorme accanto.
- Guest star: Connor Paolo (Eric van der Woodsen), David Call (Ben Donovan), Tika Sumpter (Raina Thorpe), Michael Boatman (Russell Thorpe), Mark Dobies (Ufficiale della libertà sulla parola), Caitlin Fitzgerald (Epperly Lawrence), Jennifer Missoni (Donna), Kevin Zegers (Damien Daalgard).

## La serata di una "It-Girl"
- Titolo originale: It-Girl Happened One Night
- Diretto da: Jeremiah Chechik
- Scritto da: Leila Gerstein

### Trama
Chuck decide di organizzare una festa in un locale molto esclusivo e costoso per dimostrare a Russell che il marchio Bass è ancora prestigioso e sarebbe una mossa sbagliata cambiare nome alle industrie. L'uomo, però, pur accettando la sfida, continua comunque le trattative per vendere pur sapendo che le industrie valgono di più in blocco che non smembrate; Chuck capisce così che dietro alla mossa di Russell non ci sono gli affari, ma qualcosa di più personale, e scopre da Raina che Lily aveva lasciato Thorpe per Bart Bass. Il ragazzo decide di licenziare Lily per conflitto d'interessi, facendo in questo modo proprio quello che voleva Russell, cioè lasciarlo solo a combattere contro di lui. Raina, scoperto quello che Chuck ha fatto alla madre adottiva, si allontana da lui perché per lei la famiglia è molto importante.
Blair, impegnata nel far convivere università e lavoro, riceve l'incarico di scrivere un articolo sulla serata di San Valentino di una It-Girl, e la ragazza sceglie di parlare di Raina. Serena, sapendo che, al contrario di quello che pensa Blair, la storia tra Chuck e Raina è molto seria, chiede alla ragazza di rifiutare perché non vuole vedere l'amica ferita. Blair, però, scopre quello che ha fatto Serena e decide di vendicarsi, chiedendo a un'agenzia di catering presso la quale Ben lavora come cameriere di farlo presenziare alla festa di Chuck. Serena, vedendo il suo ragazzo alla festa, scopre che lui le ha mentito dicendo che doveva dare ripetizioni, ma fanno pace; Blair, sentendo Chuck e Raina che parlano, capisce che lui l'ama davvero e ci rimane male: viene però consolata da Dan.
Howard rassegna le sue dimissioni a Russell, tenendo però il badge e le password per accedere all'ufficio di Thorpe, che consegna a Chuck; Damien, invece, minaccia Eric di raccontare alla polizia della denuncia di stupro che Lily fece a danno di Ben.
- Guest star: Michael Boatman (Russell Thorpe), David Call (Ben Donovan), Jennifer Missoni (Donna), Connor Paolo (Eric van der Woodsen), Sam Robards (Howie "Il Capitano" Archibald), Tika Sumpter (Raina Thorpe), Kevin Zegers (Damien Daalgard).
- Significato del titolo: il titolo dell'episodio fa riferimento al film del 1934 It Happened One Night, arrivato in Italia come Accadde una notte.
- Ascolti USA: telespettatori 1.321.000 – share 1%[18]

## Un amore tutto suo
- Titolo originale: While You Weren't Sleeping
- Diretto da: Norman Buckley
- Scritto da: Sara Goodman

### Trama
È il diciottesimo compleanno di Eric, ma il ragazzo finge di essere malato per non far organizzare alla madre la festa e perché deve ritirare per conto di Damien cento tulipani rosa nei quali è nascosta della droga. Serena, anche se Ben non è d'accordo, decide di svolgere l'incarico al posto del fratello e chiede l'aiuto di Blair, che intanto è sommersa di lavoro e fa molta fatica a gestire i numerosi impegni, vedendosi quindi costretta a delegarne alcuni alle sue tirapiedi. Anche Dan si offre di aiutarla; all'inizio Blair è troppo orgogliosa per ammettere di aver bisogno di lui, ma poi si arrende. A causa di un malinteso, però, Dan svolge l'incarico assegnato a Penelope, ovvero quello di ritirare i tulipani con la droga, e li porta a casa van der Woodsen; il ragazzo, tuttavia, ritira quelli del colore sbagliato. Damien si fa vivo alla festa per farsi dare da Eric centomila dollari e, mentre si allontana con l'assegno, Ben lo minaccia di farlo uccidere se tornerà a importunare i van der Woodsen e riprende l'assegno, che restituisce a Lily. Vanessa, però, tornata a Manhattan per cercare di riavvicinarsi a Dan, assiste alla scena; nel frattempo, Blair viene licenziata da W.
Intanto, Chuck e Lily, riappacificatisi, fingono di essere ancora ai ferri corti per ingannare Russell. Mentre Nate distrae Raina e Lily si occupa di Russell, Chuck s'infiltra nel computer dell'uomo per trovare il nome del compratore delle industrie Bass, e lo invita alla festa di Eric per spiegargli i piani di Thorpe e cercare di fargli cambiare idea. Il compratore accetta di parlare con Chuck e Russell si allea con Damien per vendicarsi.
- Guest star: Connor Paolo (Eric van der Woodsen), Amanda Setton (Penelope Shafai), David Call (Ben Donovan), Zuzanna Szadkowski (Dorota Kishlovsky), Kevin Zegers (Damian Daalgard), Michael Boatman (Russell Thorpe), Jennifer Missoni (Donna), Tika Sumpter (Raina Thorpe).
- Significato del titolo: il titolo dell'episodio fa riferimento al film del 1995 While You Were Sleeping, arrivato in Italia come Un amore tutto suo.
- Ascolti USA: telespettatori 1.567.000 – share 2%[19]

## L'impero del figlio
- Titolo originale: Empire of the Son
- Diretto da: David Warren
- Scritto da: Robby Hull

### Trama
Serena è preoccupata perché, da quando sono andati a letto insieme, Ben la evita; andata a trovarlo, scopre che il ragazzo ha ricevuto la visita della madre Cynthia, che si dimostra fredda nei suoi confronti. Nel frattempo, Chuck organizza una festa per festeggiare l'accordo con il compratore delle industrie Bass, ma lui e Lily sospettano che Russell sappia della falsa dichiarazione di Lily e abbia intenzione di usarla per far saltare l'accordo. La donna parla delle sue preoccupazioni a Serena, che, dopo aver saputo da Vanessa che è stato Ben ad aver fatto picchiare il padre di Nate in carcere, scopre che la copia della dichiarazione che aveva nascosto in camera è sparita e comincia a credere che sia stato proprio Ben a darla a Russell per poter tornare ad avere la fedina penale pulita. Alla festa di Chuck, Serena affronta Ben, ma poi Lily scopre che in realtà a rubare la dichiarazione è stata Cynthia, convinta che Russell avrebbe potuto agire per garantire al figlio una vita migliore, e, pur dopo essersi chiariti, Serena e Ben si lasciano. Russell minaccia Chuck di distruggere lui e la sua famiglia tramite la dichiarazione se non rinuncerà alle industrie, ma Lily decide di andare dal procuratore a denunciare quello che ha fatto cosicché nessuno possa più ricattarli con questa storia. Raina, che ha assistito alla scena, si sente tradita dal padre e decide di non ripartire per Chicago con lui; prima di lasciare la città, Russell confessa a Chuck di odiare suo padre Bart perché l'uomo causò un incendio nel quale morì la signora Thorpe.
Intanto, mentre Nate comincia una relazione con Raina, Blair e Dan escono insieme, cercando di non farsi scoprire. Incerti sui loro sentimenti, decidono di baciarsi per vedere se si amano.
- Guest star: Michael Boatman (Russell Thorpe), Tika Sumpter (Raina Thorpe), Zuzanna Szadkowski (Dorota Kishlovsky), David Call (Ben Donovan), William Baldwin (William van der Woodsen), Marsha Dietlein Bennett (Cynthia Sharp), Aaron Schwartz (Vanya).
- Significato del titolo: il titolo dell'episodio fa riferimento al film del 1987 Empire of the Sun, arrivato in Italia come L'impero del sole.
- Ascolti USA: telespettatori 1.386.000 – share 2%[20]

## I reali di oggi
- Titolo originale: The Kids Stay in the Picture
- Diretto da: J. Miller Tobin
- Scritto da: Jessica Queller

### Trama
William, CeCe e Carol, rispettivamente ex marito, madre e sorella di Lily, arrivano in città per fare un servizio fotografico per il libro "I reali di oggi", nel quale figurano le famiglie più ricche di New York. Il recente scandalo mediatico scatenato dalla confessione di Lily, però, porta gli organizzatori a volere soltanto la foto di William con Serena ed Eric. La famiglia decide così di fare una foto tutti insieme a casa.
Chuck, per scoprire come mai Blair non gli risponde, la fa assumere da Epperly come aiutante per l'organizzazione del servizio fotografico per scoprire che cosa le è successo e se si vede con qualcuno, volendo tornare con lei. Il ragazzo scopre così che Blair ha dato un bacio che le ha cambiato la vita e si rivolge a Dan per sapere da lui se potrebbe essere qualcuno conosciuto a W. Dal comportamento tenuto da Dan, che si è accorto di essersi innamorato di Blair, Chuck capisce che è stato proprio lui e medita vendetta. Il comportamento infantile da lui tenuto, però, porta Blair ad allontanarsi nuovamente da lui, pur avendo realizzato, grazie al bacio di Dan, di amare ancora Chuck. Nel frattempo, Louis Grimaldi arriva in cerca di Blair.
Nel frattempo, Serena riceve la visita della cugina diciottenne Charlotte "Charlie" Rhodes, giunta a New York senza dirlo alla madre Carol perché la donna non vuole che entri in contatto con un mondo così superficiale nel quale contano solo denaro e vestiti. Serena, però, scopre che Carol prende soldi ogni mese da CeCe per mantenersi e Charlie resta delusa dall'ipocrisia della madre; decide così di restare in città per conoscere meglio la famiglia, che la madre le aveva sempre descritto negativamente, e viene ospitata nella vecchia camera di Serena all'attico dei van der Woodsen.
- Guest star: Caroline Lagerfelt (Celia 'CeCe' Rhodes), Sheila Kelley (Carol Rhodes), Kaylee DeFer (Charlie Rhodes), Caitlin Fitzgerald (Epperly Lawrence), Hugo Becker (Louis Grimaldi), William Baldwin (William van der Woodsen), Connor Paolo (Eric van der Woodsen), Zuzanna Szadkowski (Dorota Kishlovsky), Tika Sumpter (Raina Thorpe).
- Significato del titolo: il titolo dell'episodio fa riferimento al film del 2002 The Kid Stays in the Picture.
- Ascolti USA: telespettatori 1.430.000 – share 1%[21]

## Meschinità in rosa
- Titolo originale: Petty in Pink
- Diretto da: Liz Friedlander
- Scritto da: Amanda Lasher

### Trama
Blair ha un appuntamento con Louis, ma, visto che il principe è in incognito, decidono d'incontrarsi in un bar appartato; intanto, i Grimaldi, spacciandosi per una rivista, incaricano Dan di scrivere un articolo su Louis, ma, mentre lo segue, il ragazzo lo vede con Blair e decide di rifiutare. La famiglia reale, però, scopre comunque che Louis si vede con una semplice borghese e manda la guardia del corpo Lucien per riportare il principe a casa. Nel frattempo, Serena, venuta a sapere da Vanessa del bacio tra Dan e Blair, chiede aiuto a Charlie per scoprire se è vero; quest'ultima li vede incontrarsi in un negozio e conferma a Serena i suoi sospetti. In realtà, i due si sono incontrati per organizzare un piano per far rimanere Louis a New York e Blair convince Dan a baciarsi davanti a Lucien durante il Pink Party per fugare ogni dubbio su una possibile relazione tra lei e Louis. Il bacio tra Blair e Dan, però, viene filmato da Charlie e pubblicato da Gossip Girl, mentre Serena dice a Louis che Blair e Dan si sono visti di nascosto per mesi: il principe, deluso, se ne va dalla festa e, dopo aver spiegato tutto a Serena e averla accusata di essere un'egocentrica, Blair raggiunge Louis in macchina, dove gli confessa i suoi sentimenti. Nonostante la famiglia reale osteggi la loro relazione, la coppia decide di uscire allo scoperto baciandosi davanti ai fotografi. Intanto, Charlie chiede scusa a Dan, confessandogli che è stata Vanessa a dire a Serena del bacio: il ragazzo tronca così definitivamente la sua amicizia con l'amica d'infanzia.
Nel frattempo, Raina, con l'aiuto di Nate e Chuck, chiede a un investigatore di trovare la madre, Avery Thorpe, senza sapere che è morta in un incendio e non se n'è andata di casa come suo padre le ha raccontato. La donna viene rintracciata in un fast food in New Jersey, ma si rivela essere la persona sbagliata.
- Guest star: Hugo Becker (Louis Grimaldi), Kaylee DeFer (Charlie Rhodes), Connor Paolo (Eric van der Woodsen), Tika Sumpter (Raina Thorpe), Francie Swift (Anne Archibald), Zuzanna Szadkowski (Dorota Kishlovsky), Amanda Setton (Penelope Shafai), Kevin Stapleton (Andrew Tyler).
- Significato del titolo: il titolo dell'episodio fa riferimento al film del 1986 Pretty in Pink, arrivato in Italia come Bella in rosa.
- Ascolti USA: telespettatori 1.549.000 – share 2%[22]

## La principessa e il ranocchio
- Titolo originale: The Princesses and the Frog
- Diretto da: Andrew McCarthy
- Scritto da: Leila Gerstein

### Trama
La relazione tra Blair e Louis è su tutti i giornali e la ragazza è molto felice, ma Serena, fingendo di esserle amica, medita vendetta per il bacio con Dan e avvisa la principessa Sophie che il figlio si vede con una borghese: la donna arriva così a New York per dissuaderlo e Blair viene a sapere che, prima di salire al trono, Louis deve sposarsi. La promessa sposa verrà scelta dalla Corte Reale la sera successiva a un cocktail party al quale si presenteranno dieci principesse da tutto il mondo e Blair, su suggerimento di Louis, riesce a farsi includere nella lista delle pretendenti dopo aver superato un colloquio con Sophie, anche se Serena mette la donna al corrente del passato di Blair tramite gli archivi di Gossip Girl. Chuck, venuto a sapere dell'evento dai giornali, si presenta ubriaco alla festa per parlare con Blair, ma viene portato via dalla sicurezza: l'accaduto porta la principessa a intimare al figlio di troncare immediatamente la relazione con Blair, ma Louis, andando contro il volere della madre e della Corte Reale, chiede alla ragazza di sposarlo pur sapendo che così perderà il diritto alla successione e Blair accetta. Poco dopo, la ragazza raggiunge Chuck all'Empire per metterlo al corrente del suo matrimonio e il ragazzo, in preda alla rabbia, dà un pugno a una vetrata e i cocci feriscono Blair, che se ne va. Tornata a casa a medicarsi, la ragazza telefona alla madre nel cuore della notte per darle la bella notizia.
Intanto, Charlie si prende una cotta per Dan e riceve da Vanessa dei consigli per conquistarlo. Il ragazzo, non ricambiando i suoi sentimenti, le chiarisce quello che prova per non farla soffrire, ma Charlie gli assicura di volere soltanto un rapporto d'amicizia e si offre di organizzare una cena al loft, durante la quale Rufus incontrerà la band che dovrà produrre, il gruppo indie Panic. Charlie, però, organizza una cena formale con il catering, dicendo a Dan che è stata Vanessa a suggerirglielo, anche se in realtà è una bugia per conquistarlo, sapendo che ama salvare le damigelle in pericolo.
Nel frattempo, l'investigatore trova un biglietto che rivela la relazione tra Avery Thorpe e Bart, che la donna voleva lasciare per tornare dal marito Russell: Chuck rimane sconvolto ed è sempre più convinto della colpevolezza del padre. Raina, intanto, continua a cercare la madre, ma Nate, pur contro il volere di Chuck, le racconta tutto; la ragazza chiama così Jack Bass, il peggior nemico di Chuck, per farlo tornare in città e vendicarsi del ragazzo che ha insabbiato tutto.
- Guest star: Hugo Becker (Louis Grimaldi), Kaylee DeFer (Charlie Rhodes), Connor Paolo (Eric van der Woodsen), Kevin Stapleton (Andrew Tyler), Tika Sumpter (Raina Thorpe), Zuzanna Szadkowski (Dorota Kishlovsky), Joanne Whalley (Sophie Grimaldi).
- Significato del titolo: il titolo dell'episodio fa riferimento al film d'animazione del 2009 The Princess and the Frog, arrivato in Italia come La principessa e il ranocchio.
- Ascolti USA: telespettatori 1.266.000 – share 1%[23]

## Il vero colpevole
- Titolo originale: Shattered Bass
- Diretto da: Allison Liddi-Brown
- Scritto da: Sara Goodman

### Trama
Jack Bass torna in città chiamato da Raina, che vuole vendicarsi di Chuck e del fatto che lui abbia cercato d'insabbiare la verità su sua madre. Nel frattempo, Chuck decide di aprire l'hotel "Da Charles" a Brooklyn per allontanarsi dalle orme del padre. Jack, d'accordo con Russell, istiga Chuck ad aggredirlo e il ragazzo viene portato via dai medici, mentre Russell, avendo così campo libero, entra di soppiatto nella suite di Chuck all'Empire per rubare la cassetta che incrimina Bart come colui che ha appiccato l'incendio. L'uomo viene però sorpreso da Nate, Jack e dallo stesso Chuck, realizzando così che era tutta una messinscena; inoltre, guardando il nastro, si scopre che è stato Russell ad appiccare l'incendio per uccidere Bart perché sua moglie lo voleva lasciare. Chuck intima all'uomo di tornare a Chicago e non farsi più vedere, mentre Russell lo supplica di non dire nulla a Raina perché non vuole perdere anche lei; tuttavia, Nate, vedendo che la ragazza è ancora decisa a vendicarsi di Chuck, le racconta la verità e lei tronca così i rapporti con il padre.
Nel frattempo, Blair organizza la sua festa di fidanzamento con Louis, ma il ragazzo comincia a dubitare della sua fedeltà quando la madre gli dice di aver fatto seguire la ragazza e di aver scoperto che, dopo aver accettato di sposarlo, è andata a trovare Chuck. Louis decide così di seguirla a sua volta e la vede andare nuovamente dal suo ex, senza sapere che Blair lo deve solo avvertire del ritorno di Jack. Alla festa di fidanzamento, Cyrus conquista Sophie, che accetta Blair come promessa sposa di Louis e le dice che faranno il loro debutto ufficiale come coppia alla raccolta fondi di quella sera alla Constance; Louis, dopo aver parlato con Blair di Chuck, le dice di non presentarsi al debutto se non si sente pronta a sposarlo. La ragazza arriva alla festa prima del principe, ma viene attirata lontano da una telefonata nella quale le si dice che Chuck è nei guai: raggiunto il luogo dell'appuntamento, Blair vi trova Russell, deciso a vendicarsi di Chuck.
Intanto, Dan invita Charlie ad andare con lui alla festa per gli ex alunni della Constance-St. Jude e la ragazza accetta con piacere, presentandosi con un vestito che dice di aver comprato, ma che in realtà ha preso dall'armadio di Serena. Quest'ultima si arrabbia molto e Charlie riesce a mettere anche lei contro Dan; intanto, Rufus scopre che Charlie dovrebbe prendere delle medicine, che ha, però, buttato via.
- Guest star: Hugo Becker (Louis Grimaldi), Michael Boatman (Russell Thorpe), Margaret Colin (Eleanor Waldorf), Kaylee DeFer (Charlie Rhodes), Desmond Harrington (Jack Bass), Wallace Shawn (Cyrus Rose), Tika Sumpter (Raina Thorpe), Joanne Whalley (Sophie Grimaldi), Amanda Setton (Penelope Shafai), Nicole Fiscella (Isabel Coates), Nan Zhang (Kati Farkas).
- Significato del titolo: il titolo dell'episodio fa riferimento al film del 2003 Shattered Glass, arrivato in Italia come L'inventore di favole.
- Il sogno di Blair che apre l’episodio è un omaggio al film Vacanze Romane del 1953 con Audrey Hepburn.

## ...e vissero felici e contenti?
- Titolo originale: The Wrong Goodbye
- Diretto da: Patrick Norris
- Scritto da: Joshua Safran

### Trama
Chuck salva Blair da Russell. Dopo aver scoperto che Charlie deve prendere delle medicine, Vanessa e Serena vanno alla festa della St.Jude per cercarla e mettere in guardia Dan. Qui trovano Georgina, ora sposata con un uomo noioso solo per il bene di Milo, che chiede loro di essere messa a parte del complotto e scopre che Charlie si trova all'ultimo piano della scuola. Serena, raggiunta la cugina, la ferma dal buttarsi dalla finestra. Dopo essere stati a letto insieme, Chuck decide di lasciar andare Blair con Louis, capendo che con lui la ragazza può essere felice. Tuttavia, in seguito, i due si giurano comunque amore eterno.
Tre settimane dopo, Blair si prepara per passare l'estate sullo yacht dei Grimaldi; Serena va a Montecito con la nonna e viene assunta da un regista per la produzione di Belli e dannati; Nate e Chuck si preparano a partire per un viaggio da scapoli in giro per il mondo; Dan ed Eric decidono di passare l'estate negli Hamptons prima che Eric cominci il college al Sarah Lawrence; Rufus e Lily restano a casa; Vanessa, prima di trasferirsi a Barcellona, vende a un editore il romanzo di Dan sulla vita nell'Upper East Side, Inside, lasciando l'autore anonimo. Charlie torna a Miami dalla madre e si scopre che non è la vera Charlie ma un’attrice pagata dalla madre per non far cercare la vera Charlie. Nell’ultima scena si scopre che qualcuno ha fatto il test di gravidanza risultando positivo.
- Guest star: Hugo Becker (Louis Grimaldi), Michael Boatman (Russell Thorpe), Margaret Colin (Eleanor Waldorf), Kaylee DeFer (Charlie Rhodes/Ivy), Sheila Kelley (Carol Rhodes), Jan Maxwell (Preside Queller), Connor Paolo (Eric van der Woodsen), Ethan Peck (Assistente di David O. Russell), Tika Sumpter (Raina Thorpe), Zuzanna Szadkowski (Dorota Kishlovsky), Michelle Trachtenberg (Georgina Sparks), Joanne Whalley (Sophie Grimaldi), Nick Cornish (Phil), Nicole Fiscella (Isabel Coates), Nan Zhang (Kati Farkas).
- Significato del titolo: il titolo dell'episodio fa riferimento al film del 1973 The Long Goodbye, arrivato in Italia come Il lungo addio.
- Ascolti USA: telespettatori 1.360.000 – share 2%[24]